# Praderies, sabanes i matollars temperats
Praderies, sabanes i matollars temperats és un tipus de bioma amb una vegetació predominant d'herba i/o arbusts. El clima és temperat i de semiàrid a subhumit.
- Temperatura: estació càlida i sovint amb una estació freda a l'hivern:
- Sòl: fèrtil en nutrients
- Plantes: herba; arbres o arbusts
- Animals: grossos, de pastura; ocells

Les estepes o praderies d'herbes baixes apareixen en climes semiàrids. Les praderes d'herbes altes apareixen en zones més plujoses per exemple Les Pampes humides. En zones de bosc que s'ha tallat pels humans apareixen bruguerars (ericàcies) en zones àcides i pastures. Són producte de l'activitat humana no pas del clima. A la sabana hi ha herbes i arbres però aquests no formen un bosc.

## Eco-regions de praderies, sabanes i matollars temperats
- Afrotropical
- Australàsia
- Neàrtica
- Neotropical
- Paleàrtica

| Ecozona       | Bioma                                                            | Ecoregió | Estat                                                      |
| ------------- | ---------------------------------------------------------------- | -------- | ---------------------------------------------------------- |
| Afrotròpica   | Boscs montans de la serralada de l'Hàjar-Al Gharbi               | AT0801   | Oman, Emirats Àrabs Units                                  |
| Afrotròpica   | Praderies temperades de les illes Amsterdam i Saint-Paul         | AT0802   | Terres Australs i Antàrtiques Franceses                    |
| Afrotròpica   | Matolls i praderies de les Illes Tristan Da Cunha i Cough        | AT0803   | Tristan da Cunha                                           |
| Australasiana | Pastures de tussok de Canterbury-Otago                           | AA0801   | Nova Zelanda                                               |
| Australasiana | Bosquets de mulga d'Austràlia oriental                           | AA0802   | Austràlia                                                  |
| Australasiana | Sabana temperada d'Austràlia del sud-est                         | AA0803   | Austràlia                                                  |
| Neàrtica      | Gespitoses de la Vall Central de Califòrnia                      | NA0801   | Estats Units d'Amèrica                                     |
| Neàrtica      | Forests i mosaic de cultius amb pollancre i herbàcies del Canadà | NA0802   | Canadà, Estats Units d'Amèrica                             |
| Neàrtica      | Prats mixts del Centre i Sud dels EUA                            | NA0803   | Estats Units d'Amèrica                                     |
| Neàrtica      | Transició de Prats amb forest del Centre dels EUA                | NA0804   | Estats Units d'Amèrica                                     |
| Neàrtica      | Prats d'herbàcies altes Centrals dels EUA                        | NA0805   | Estats Units d'Amèrica                                     |
| Neàrtica      | Sabana de l'altiplà Edwards                                      | NA0806   | Estats Units d'Amèrica                                     |
| Neàrtica      | Prats d'herbàcies altes de Flint Hills                           | NA0807   | Estats Units d'Amèrica                                     |
| Neàrtica      | Montana Valley i tossals basals amb prats                        | NA0808   | Canadà, Estats Units d'Amèrica                             |
| Neàrtica      | Prats mixts de les llomes sorrenques de Nebraska                 | NA0809   | Estats Units d'Amèrica                                     |
| Neàrtica      | Pastures d'herbàcies mixtes del Nord                             | NA0810   | Canadà, Estats Units d'Amèrica                             |
| Neàrtica      | Praderies curtes del nord                                        | NA0811   | Canadà, Estats Units d'Amèrica                             |
| Neàrtica      | Praderies altes del Nord                                         | NA0812   | Canadà, Estats Units d'Amèrica                             |
| Neàrtica      | Praderies de Palouse                                             | NA0813   | Estats Units d'Amèrica                                     |
| Neàrtica      | Praderies de terres negres de Texas                              | NA0814   | Estats Units d'Amèrica                                     |
| Neàrtica      | Praderies de baixa talla de l'oest                               | NA0815   | Estats Units d'Amèrica                                     |
| Neotròpica    | Espinal argentí                                                  | NT0801   | Argentina                                                  |
| Neotròpica    | Monte argentí                                                    | NT0802   | Argentina                                                  |
| Neotròpica    | Pampes humides                                                   | NT0803   | Argentina                                                  |
| Neotròpica    | Herbàcies de Patagònia                                           | NT0804   | Argentina, Xile                                            |
| Neotròpica    | Estepa de Patagònia                                              | NT0805   | Xile                                                       |
| Neotròpica    | Pampes semiàrides                                                | NT0806   | Argentina                                                  |
| Paleàrtica    | Estepa d'Alai-Tian Shan Occidental                               | PA0801   | Kirguizstan, Rússia, Tadjikistan, Turkmenistan, Uzbekistan |
| Paleàrtica    | Estepa i semi-desert d'Altai                                     | PA0802   | Xina, Kazakhstan                                           |
| Paleàrtica    | Estepa d'Anatòlia central                                        | PA0803   | Turquia                                                    |
| Paleàrtica    | Estepa boscosa Dauriana                                          | PA0804   | Xina, Mongòlia, Rússia                                     |
| Paleàrtica    | Estepa montana d'Anatòlia Oriental                               | PA0805   | Armènia, Geòrgia, Iran, Turquia                            |
| Paleàrtica    | Estepa de la Vall d'Emin                                         | PA0806   | Xina, Kazakhstan                                           |
| Paleàrtica    | Praderies boreals d'Illes Fèroe                                  | PA0807   | Illes Fèroe                                                |
| Paleàrtica    | Boscs oberts de Gissaro-Alai                                     | PA0808   | Afganistan, Kirguizstan, Rússia, Tajikistan, Uzbekistan    |
| Paleàrtica    | Forest estepari Kazakh                                           | PA0809   | Kazakhstan, Rússia                                         |
| Paleàrtica    | Estepa Kazakh                                                    | PA0810   | Kazakhstan, Rússia                                         |
| Paleàrtica    | Terres altes Kazakh                                              | PA0811   | Kazakhstan                                                 |
| Paleàrtica    | Estepa de l'Orient Mitjà                                         | PA0812   | Iraq, Israel, Jordània, Síria, Turquia                     |
| Paleàrtica    | Praderies de Mongòlia-Manxúria                                   | PA0813   | Xina, Mongòlia, Rússia                                     |
| Paleàrtica    | Estepa Pòntica                                                   | PA0814   | Bulgària, Kazakhstan, Moldàvia, Romania, Rússia, Ucraïna   |
| Paleàrtica    | Estepa intermontana de Sayan                                     | PA0815   | Mongòlia, Rússia                                           |
| Paleàrtica    | Estepa boscosa de Selenge-Orkhon                                 | PA0816   | Mongòlia, Rússia                                           |
| Paleàrtica    | Forest estepària del sud de Sibèria                              | PA0817   | Rússia                                                     |
| Paleàrtica    | Estepa àrida dels tossals a peu de les Tian Shan                 | PA0818   | Xina, Kazakhstan, Kirguizstan                              |